# Evershed (månekrater)
Evershed er et nedslagskrater på Månen. Det befinder sig på den sydlige halvkugle på Månens bagside og er opkaldt efter den britiske astronom John Evershed (1802 – 1860).
Navnet blev officielt tildelt af den Internationale Astronomiske Union (IAU) i 1970.

## Omgivelser
Evershedkrateret ligger nordøst for det større Cockcroftkrater og nord for det mindre Van den Bergh-krater.

## Karakteristika
Krateret har en nedslidt ydre rand, som i den østlige side er snævrere og med indhak, hvor den ligger over et ældre krater. Satellitkrateret "Evershed R" er forbundet med den ydre sydvestlige rand. Der ligger små kratere langs de sydlige og sydøstlige sider. Kraterbunden har en irregulær højderyg nær dens midte og noget ujævnt terræn mod syd, mens resten af den, som ellers er forholdsvis jævn, er mærket af forskellige småkratere.

## Satellitkratere
De kratere, som kaldes satellitter, er små kratere beliggende i eller nær hovedkrateret. Deres dannelse er sædvanligvis sket uafhængigt af dette, men de får samme navn som hovedkrateret med tilføjelse af et stort bogstav. På kort over Månen er det en konvention at identificere dem ved at placere dette bogstav på den side af satellitkraterets midte, som ligger nærmest hovedkrateret. Evershedkrateret har følgende satellitkratere:
| Evershed | Længde  | Bredde   | Diameter |
| -------- | ------- | -------- | -------- |
| C        | 38,1° N | 156,7° V | 48 km    |
| D        | 38,8° N | 156,0° V | 49 km    |
| E        | 35,9° N | 158,3° V | 73 km    |
| R        | 35,1° N | 161,2° V | 31 km    |
| S        | 34,9° N | 162,6° V | 45 km    |

## Måneatlas
- Billeder af Evershedkrateret i LPI-måneatlasset